# Pietro Bixio
Pietro Bixio (ur. 11 sierpnia 1875 w Genui, zm. 26 lipca 1905 w Busalli) – włoski kolarz torowy, brązowy medalista mistrzostw świata.

## Kariera
Pierwszy sukces w karierze Pietro Bixio osiągnął w 1895 roku, kiedy zwyciężył w sprincie zawodowców podczas torowych mistrzostw kraju. W tej samej konkurencji zdobył brązowy medal na rozgrywanych w 1902 roku mistrzostwach świata w Berlinie, przegrywając jedynie z Duńczykiem Thorvaldem Ellegaardem i Holendrem Harriem Meyersem. Był to jedyny medal wywalczony przez Bixio na międzynarodowej imprezie tej rangi. W latach 1903 i 1904 zdobył jeszcze dwa tytuły mistrza Włoch w swej koronnej konkurencji. W 1902 roku był trzeci w Grand Prix Kopenhagi, a rok później w Grand Prix Paryża. Nigdy nie wystąpił na igrzyskach olimpijskich.